# Салман (Айдахо)
Салман (англ. Salmon) — окружний центр округу Лемгай, штат Айдахо, США. Згідно з переписом 2010 року населення становило 3112 осіб, що на 10 осіб менше, ніж 2000 року.

## Географія
Салман розташований за координатами 45°10′30″ пн. ш. 113°53′45″ зх. д. / 45.17500° пн. ш. 113.89583° зх. д. (45.174973, -113.895935).  За даними Бюро перепису населення США в 2010 році місто мало площу 6,14 км², з яких 6,04 км² — суходіл та 0,09 км² — водойми. В 2017 році площа становила 6,58 км², з яких 6,49 км² — суходіл та 0,10 км² — водойми.

### Клімат
| Клімат : Салман                    | Клімат : Салман | Клімат : Салман | Клімат : Салман | Клімат : Салман | Клімат : Салман | Клімат : Салман | Клімат : Салман | Клімат : Салман | Клімат : Салман | Клімат : Салман | Клімат : Салман | Клімат : Салман | Клімат : Салман |
| Показник                           | Січ.            | Лют.            | Бер.            | Квіт.           | Трав.           | Черв.           | Лип.            | Серп.           | Вер.            | Жовт.           | Лист.           | Груд.           | Рік             |
| Середній максимум, °C              | −2              | 2,8             | 9,8             | 15,5            | 20,6            | 25,5            | 30,7            | 29,7            | 23,8            | 15,7            | 4,8             | −1,6            | 14,6            |
| Середній мінімум, °C               | −12,6           | −9,3            | −4,1            | −0,1            | 4,2             | 7,8             | 10,5            | 9,2             | 4,7             | −1              | −6,1            | −11,4           | −0,7            |
| Норма опадів, мм                   | 17              | 12              | 14              | 20              | 36              | 36              | 26              | 21              | 20              | 17              | 19              | 20              | 258             |
| ---------------------------------- | --------------- | --------------- | --------------- | --------------- | --------------- | --------------- | --------------- | --------------- | --------------- | --------------- | --------------- | --------------- | --------------- |
| Джерело: NOAA (normals, 1971–2000) |                 |                 |                 |                 |                 |                 |                 |                 |                 |                 |                 |                 |                 |

## Демографія

### Перепис 2010 року
За даними перепису 2010 року, у місті проживало 3112 осіб у 1 420 домогосподарствах у складі 807 родин. Густота населення становила 515,7 ос./км². Було 1628 помешкань, середня густота яких становила 269,8/км². Расовий склад міста: 96,5% білих, 0,3% афроамериканців, 0,5% індіанців, 0,6% азіатів, 0,5% інших рас, а також 1,6% людей, які зараховують себе до двох або більше рас. Іспанці та латиноамериканці незалежно від раси становили 2,6% населення.
Із 1 420 домогосподарств 25,6% мали дітей віком до 18 років, які жили з батьками; 41,4% були подружжями, які жили разом; 11,3% мали господиню без чоловіка; 4,1% мали господаря без дружини і 43,2% не були родинами. 37,9% домогосподарств складалися з однієї особи, в тому числі 16,3% віком 65 і більше років. У середньому на домогосподарство припадало 2,14 мешканця, а середній розмір родини становив 2,80 особи.
Середній вік жителів міста становив 45,7 року. Із них 21,3% були віком до 18 років; 6,3% — від 18 до 24; 21,6% від 25 до 44; 30% від 45 до 64 і 20,9% — 65 років або старші. Статевий склад населення: 49,3% — чоловіки і 50,7% — жінки.
Середній дохід на одне домашнє господарство  становив 38 133 долари США (медіана — 24 394), а середній дохід на одну сім'ю — 49 104 долари (медіана — 43 814). Медіана доходів становила 40 491 долар для чоловіків та 27 500 доларів для жінок. За межею бідності перебувало 25,2 % осіб, у тому числі 33,7 % дітей у віці до 18 років та 7,3 % осіб у віці 65 років та старших.
Цивільне працевлаштоване населення становило 1185 осіб. Основні галузі зайнятості: роздрібна торгівля — 16,7 %, освіта, охорона здоров'я та соціальна допомога — 12,7 %, виробництво — 10,7 %, науковці, спеціалісти, менеджери — 10,1 %.

### Перепис 2000 року
За даними перепису 2000 року, в місті проживало 3 122 осіб у 1 369 домогосподарствах у складі 829 родин. Густота населення становила 700,8 ос./км². Було 1 576 помешкань, середня густота яких становила 353,8/км². Расовий склад міста: 96,76% білих, 0,19% афроамериканців, 0,54% індіанців, 0,29% азіатів, 0,61% інших рас і 1,60% людей, які зараховують себе до двох або більше рас. Іспанці та латиноамериканці незалежно від раси становили 2,18% населення.
Із 1 369 домогосподарств 28,6% мали дітей віком до 18 років, які жили з батьками; 46,2% були подружжями, які жили разом; 11,0% мали господиню без чоловіка, і 39,4% не були родинами. 34,6% домогосподарств складалися з однієї особи, в тому числі 16,5% віком 65 і більше років. У середньому на домогосподарство припадало 2,26 мешканця, а середній розмір родини становив 2,93 особи.
Віковий склад населення: 26,4% віком до 18 років, 6,8% від 18 до 24, 23,9% від 25 до 44, 25,1% від 45 до 64 і 17,8% років і старші. Середній вік жителів — 40 року. Статевий склад населення: 48,0 % — чоловіки і 52,0 % — жінки. 
Середній дохід домогосподарств у місті становив $26 823, родин — $34 844. Середній дохід чоловіків становив $30 417 проти $18 819 у жінок. Дохід на душу населення в місті був $15 749. Приблизно 15,5% родин і 19,5% населення перебували за межею бідності, включаючи 28,3% віком до 18 років і 14,3% від 65 і старших.